# بن هانت-دیویس
بن هانت-دیویس (انگلیسی: Ben Hunt-Davis؛ زادهٔ ۱۵ مارس ۱۹۷۲) قایقران روئینگ اهل بریتانیا است.